# Onthophagus taiyaruensis
Onthophagus taiyaruensis là một loài bọ cánh cứng trong họ Bọ hung (Scarabaeidae).